# Carnaval Tour 2005
Albums de Kassav
Ktoz
(2004) Best of
(2006)
Carnaval Tour 2005 est un album de concert de Kassav enregistré au Zénith de Paris en février 2005 et sorti en 2006.

## Pistes
1. San ayen
2. Anba laté
3. Vini séré
4. Meddley zouk lo'
5. Ou pasé di
6. Medley (J.Ph Marthély)
7. An sansib
8. Medley (J.Cl Naimro)
9. Medley (Jocelyne Beroard)
10. Medley (Jacob Desvarieux)
11. Bonus: Syé bwa (Bob Sinclar remix)

## Musiciens
- Chant lead : Jocelyne Béroard et Jean-Philippe Marthély
- Guitares/chant : Jacob Desvarieux
- Claviers/chant : Jean-Claude Naimro
- Guitare Basse : Georges Décimus
- Claviers : Philippe Joseph
- Batterie : Claude Vamur
- Percussions : Patrick Saint Elie
- Saxophone : Claude Pironneau
- Trompettes : Fabrice Adam et Freddy Hovsepian
- Trombone : Hamid Belhocine
- Chœurs : Marie-Josée Gibon, Tony Chasseur et Marie-Céline Chroné